# 바이살라
바이살라 공개유한회사(핀란드어: Vaisala Oyj)는 핀란드의 정밀측정기기 생산회사다.
주요 고객은 각국 기상청, 항공당국, 군대, 도로교통당국 등이다. 2020년 기준 종업원은 1900명 이상이고 순매출액은 3억 7950만 유로다.
본사는 핀란드 반타에 소재하며, 나스닥 헬싱키에 상장되어 있다. 미국, 호주, 브라질, 캐나다, 중국, 프랑스, 독일, 인도, 이탈리아, 일본, 케냐, 말레이시아, 멕시코, 한국, 스웨덴, 아랍에미리트, 영국 등지에 지사가 있다.